# Musée de l'Œuvre Notre-Dame
Il musée de l'Œuvre Notre-Dame è un museo di Strasburgo dedicato all'arte plastica e decorativa del territorio del Reno superiore (Alsazia, Pays de Bade, Svizzera renana e Palatinato) dall'Alto medioevo fino all'annessione dell'Alsazia alla Francia, nel 1681. Il museo è ospitato nel palazzo storico della Fondation de l'Œuvre Notre-Dame, responsabile della manutenzione della Cattedrale di Strasburgo, e si trova vicino al Palazzo dei Rohan. È celebre per la sua ricca collezione di elementi architettonici, di opere d'arte (statue, pale d'altare, tapezzerie), di mappe d'epoca e vetrate provenienti dalla cattedrale e da numerose altre chiese della regione, oltre che della ricca collezione di dipinti di Konrad Witz, Hans Baldung e Sebastian Stoskopff. All'interno è ubicato un piccolo giardino con le piante medicinali utilizzate all'epoca.

## L'edificio

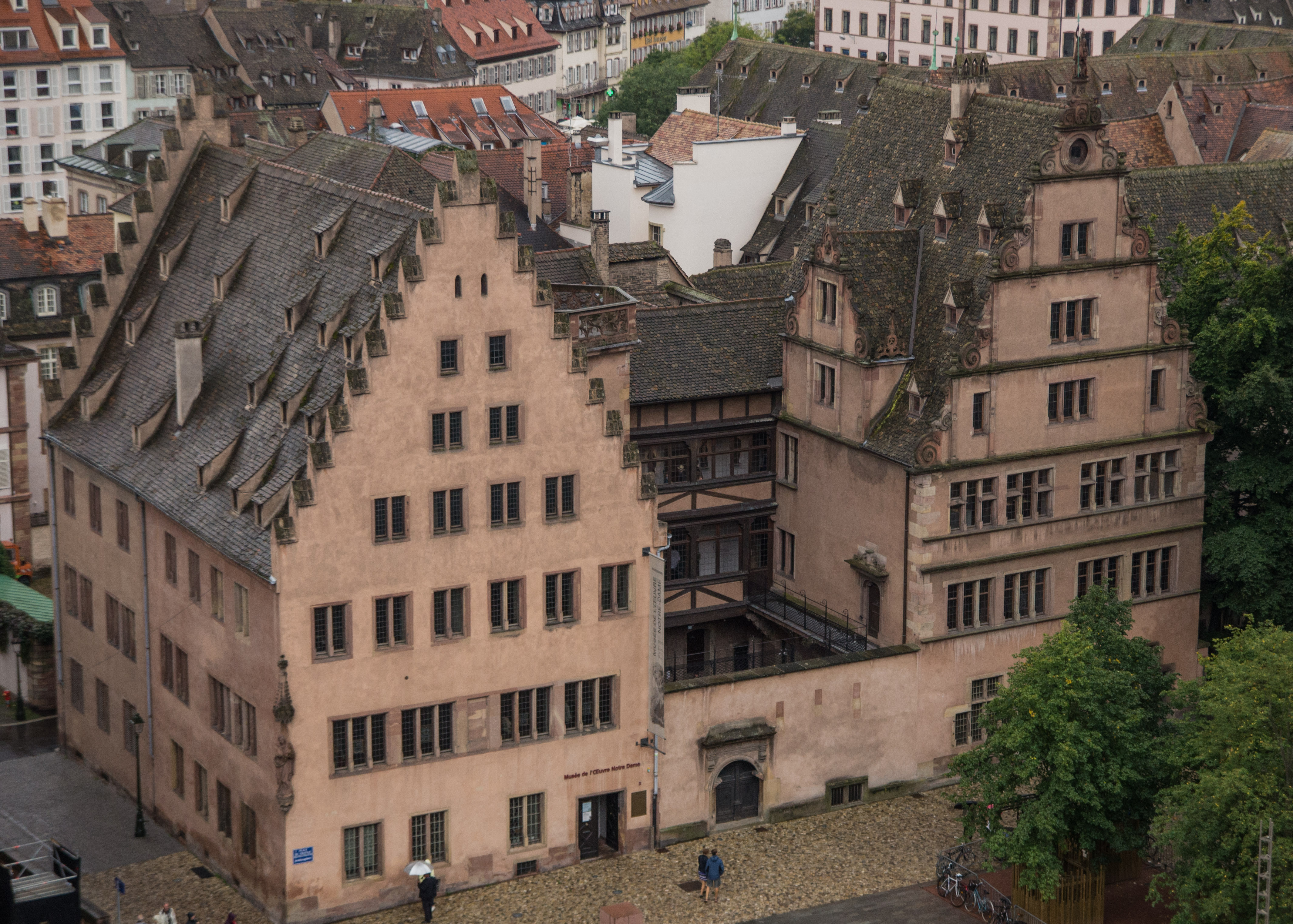
Vista d'insieme dalla cattedrale

Il museo è ospitato in un gruppo di case risalenti alla stessa epoca degli oggetti della sua collezione. Quella di sinistra, di architettura gotica, è la più antica, risalente al 1347, quella di destra, invece, di stile rinascimentale, risale a circa il 1579. Nella parte posteriore, altre due case del XIV e XVII secolo completano il complesso.
Chiamata Frauenhaus (casa di Notre-Dame), è ufficio e sede dell'œuvre Notre-Dame, le cui entrate sono utilizzate esclusivamente per il restauro della Cattedrale di Strasburgo.

## Storia delle collezioni

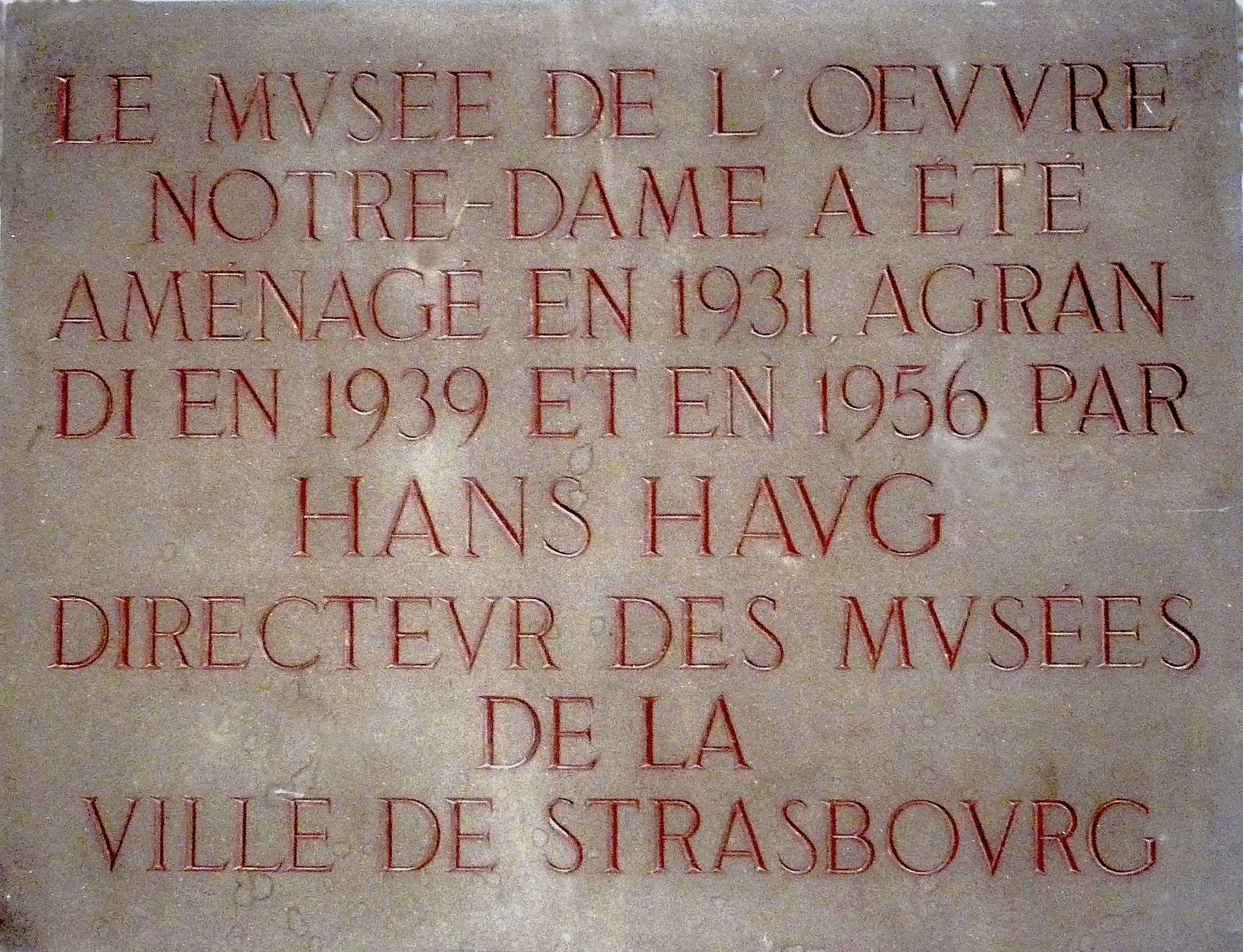
Targa in omaggio di Hans Haug

Il Museo dell’Œuvre Notre-Dame è stato istituito nel 1931 per unire sotto la stessa  sede quattro collezioni tematiche identiche, ma di diverso orientamento: quella della «Fondation de l’Œuvre Notre-Dame», della «Société pour la conservation des monuments historiques d’Alsace», del Musée des Beaux-Arts de Strasbourg, concepito da Wilhelm von Bode, e dell'Hohenlohe-Museum. Dopo la seconda guerra mondiale, il museo effettuò una completa riprogettazione e riaprì nella veste definitiva nel 1956.
La prima menzione documentale della «Fondation de l’Œuvre Notre-Dame» risale all'anno 1246. In aggiunta ai progetti per la costruzione della Cattedrale, conservati sin dall'inizio, raccoglie particolari frammenti del pontile-tramezzo demolito nel 1681, quando la cattedrale ritornò al culto cattolico, e sculture vandalizzate nel corso della Rivoluzione francese. La «Société pour la conservation des monuments historiques d’Alsace», fondata nel 1855, si è dedicata alla conservazione di frammenti architettonici ed elementi liturgici e decorativi provenienti da altri santuari (chiese, cappelle, abbazie, monasteri..) distrutte o abbandonate. Il Musée des Beaux-Arts de Strasbourg, rifondato nel 1890, per sostituire il museo precedente distrutto nel 1870, venne, fin dall'inizio, dedicato anche alla pittura regionale. Una delle prime tavole ricevute, in un gesto simbolico da Wilhelm von Bode, proveniva dalla collezione privata di  Guglielmo II: era il Ritratto del canonico Ambroise Volmar Keller, un capolavoro di Hans Baldung. L'Hohenlohe-Museum, infine, nuovo museo delle arti decorative della città, presenta opere di argentieri, intagliatori di avorio, vetrai, ebanisti e altri artigiani dell'Alsazia e della Renania, di epoca tedesca del periodo dal IX al XVII secolo.
L’unificazione delle quattro collezioni, nel 1931, e la loro organizzazione nel museo, fu dovuta al successore di Von Bode, lo storico dell'arte Hans Haug, che maturò questo progetto dal 1920. Pioniere della museografia moderna, voleva davvero creare un "ambiente museale" sul modello del musée de Cluny del quartiere latino di Parigi, mettendo in scena il Medioevo e il Rinascimento attraverso le loro più svariate produzioni, in armonia con l'ambiente architettonico. Nel 1937 Hans Haug ricreò un giardino medievale nella galleria tra la sala e il piccolo passaggio che oggi porta il suo nome. Un certo numero di elementi decorativi, interni ed esterni, delle case di Strasburgo a rischio di demolizione, vennero reinstallati sul sito. È il caso della galleria di legno intagliato in stile cartilagine (1657) oggi nel cortile dei Marescialli, proveniente dall'antica Società dei Marescialli che fu demolita nel 1936 nella Grand-Rue. Il museo è stato ampliato nel 1939, e dopo la guerra, ristrutturato nel 1946. La ristrutturazione completa, prevista da Hans Haug, venne ultimata nel 1956.

## Opere
Oltre alle pitture di Witz, Baldung e Stoskopff, le sculture di Ivo Strigel e Nikolaus Gerhaert e le vetrate di Peter Hemmel d’Andlau, il museo presenta opere di numerosi artisti anonimi di scuola o bottega di Martin Schongauer e del Maestro dell'alto Reno. Accanto a vestigia della Cattedrale di Strasburgo (sculture, vetrate, etc.), il museo raccoglie numerosi reperti provenienti da altre chiese di Strasburgo, scomparse o trasformate, come l'antica chiesa dei domenicani, attuale Temple Neuf (bombardata nel 1870), la Chiesa di Saint-Pierre-le-Vieux (trasformata a partire dal 1867) e la chiesa di Sainte-Madeleine (danneggiata da un incendio nel 1904 e bombardata nel 1944). Notevoli altre testimonianze provengono dalle chiese gotiche di Wissembourg e Mutzig (vetrate colorate come il Cristo di Wissembourg) e dalla chiesa romanica di Eschau (chiostro, facciata). Pale d'altare, statue, croci processionali e arazzi offrono un panorama della produzione artistica religiosa della regione in quell'epoca.

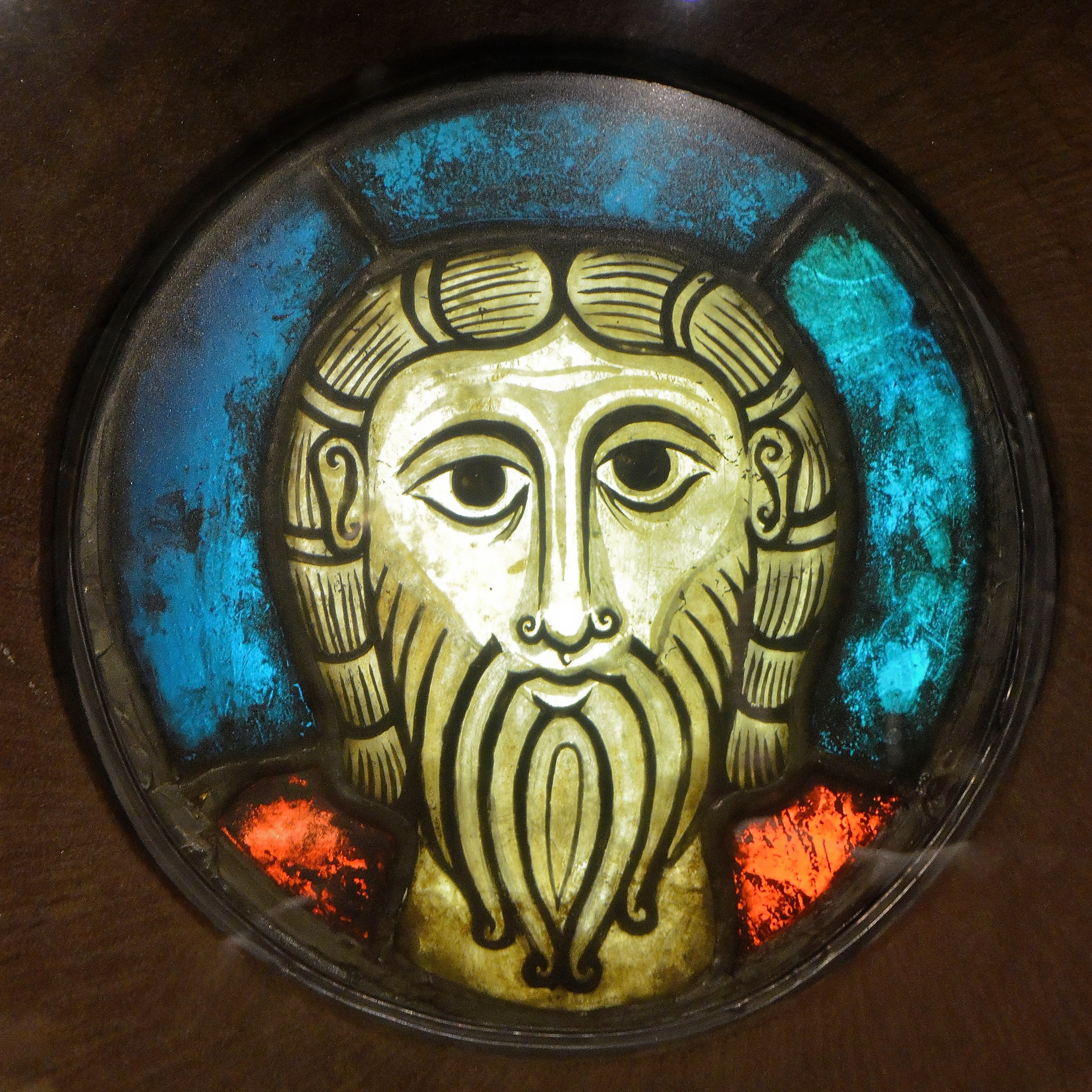
Cristo di Wissembourg, frammento di vetrata proveniente probabilmente dall'abbazia di Wissembourg, Basso Reno, fine XII secolo
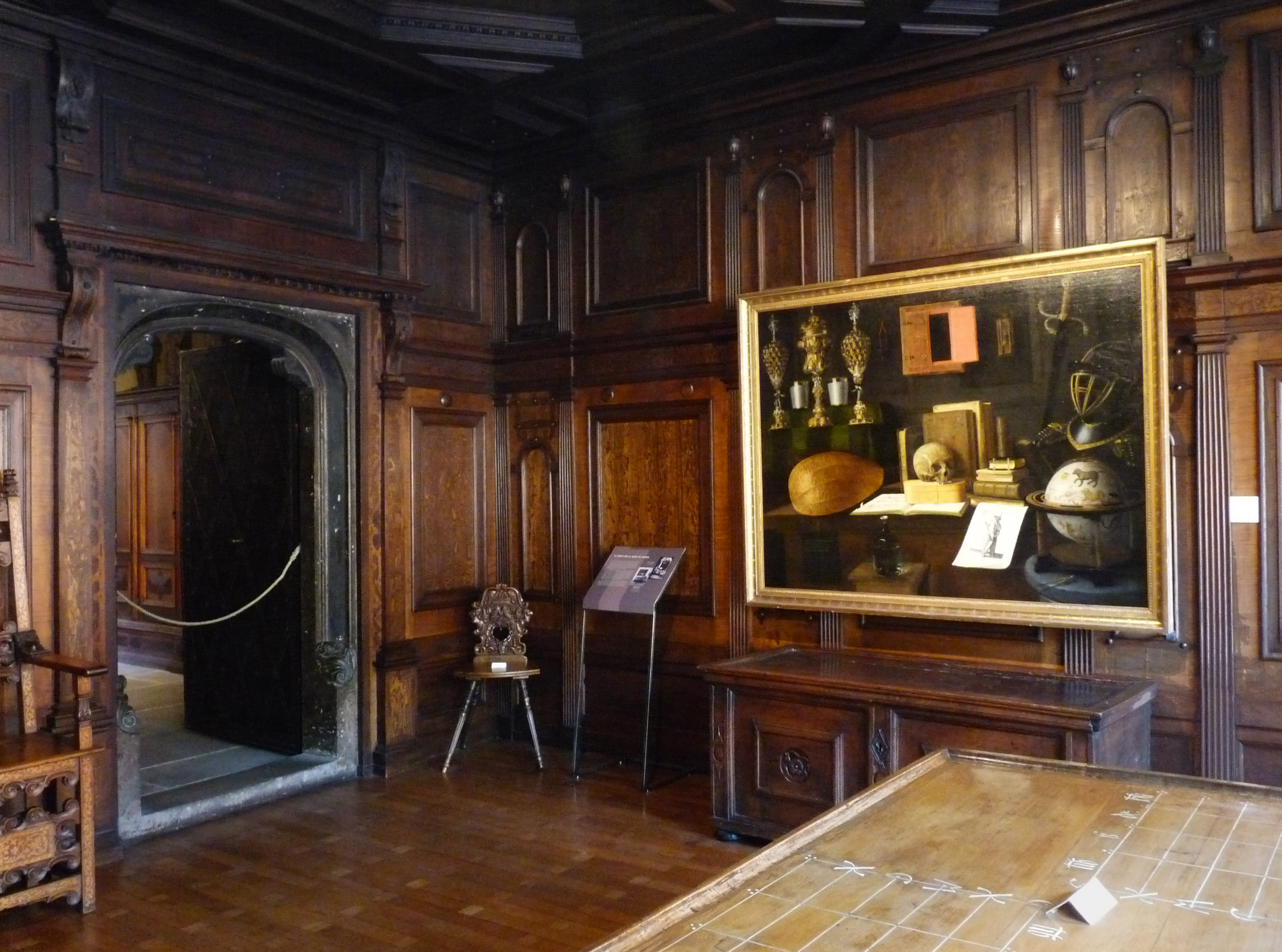
Antica sala delle riunioni degli amministratori de l’Œuvre Notre-Dame. Boiseries del 1582. Tableau di Sebastian Stoskopff: Grande Vanité (1641)
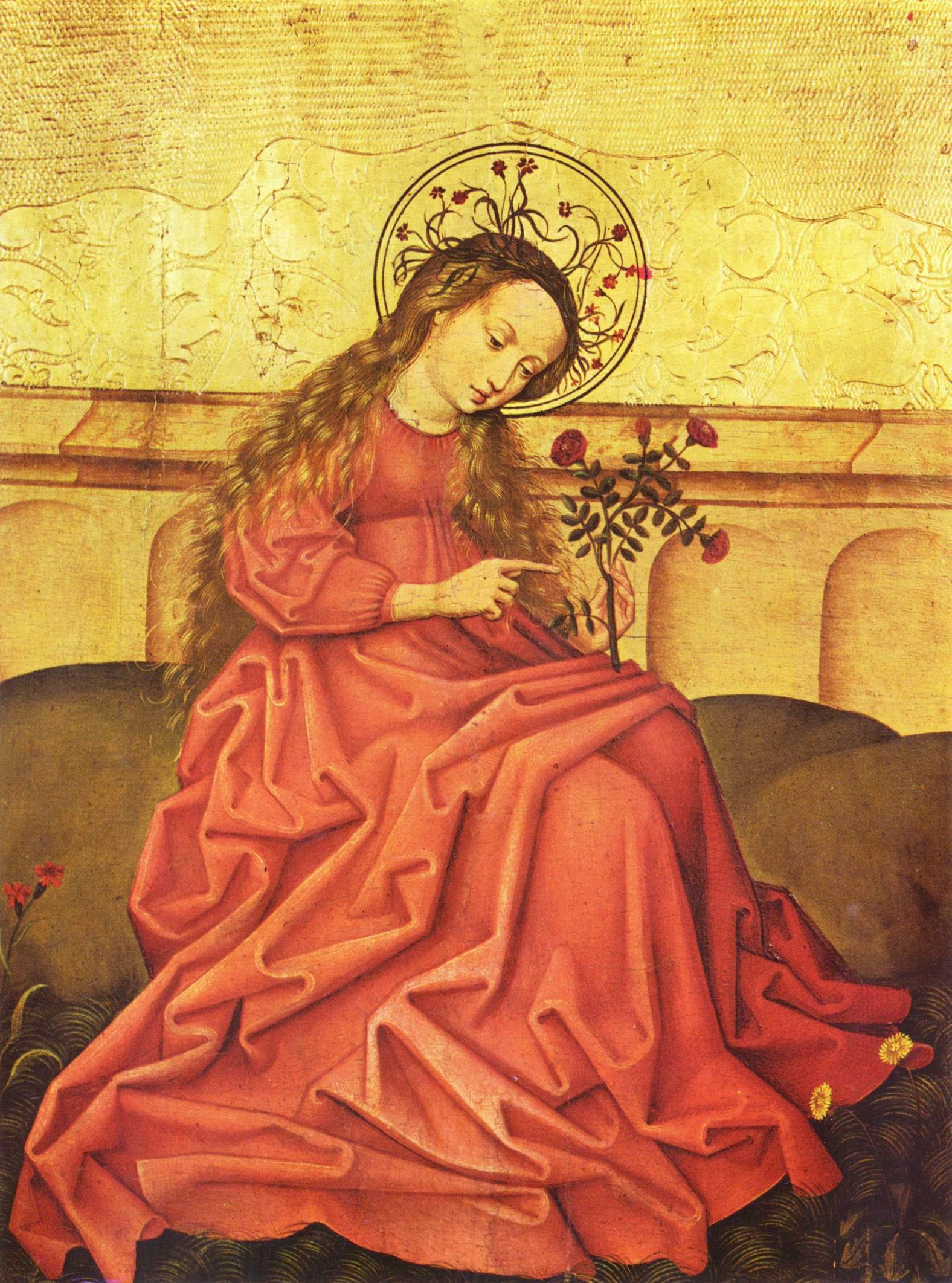
Vierge au jardinet, Maestro anonimo renano, XVI secolo.
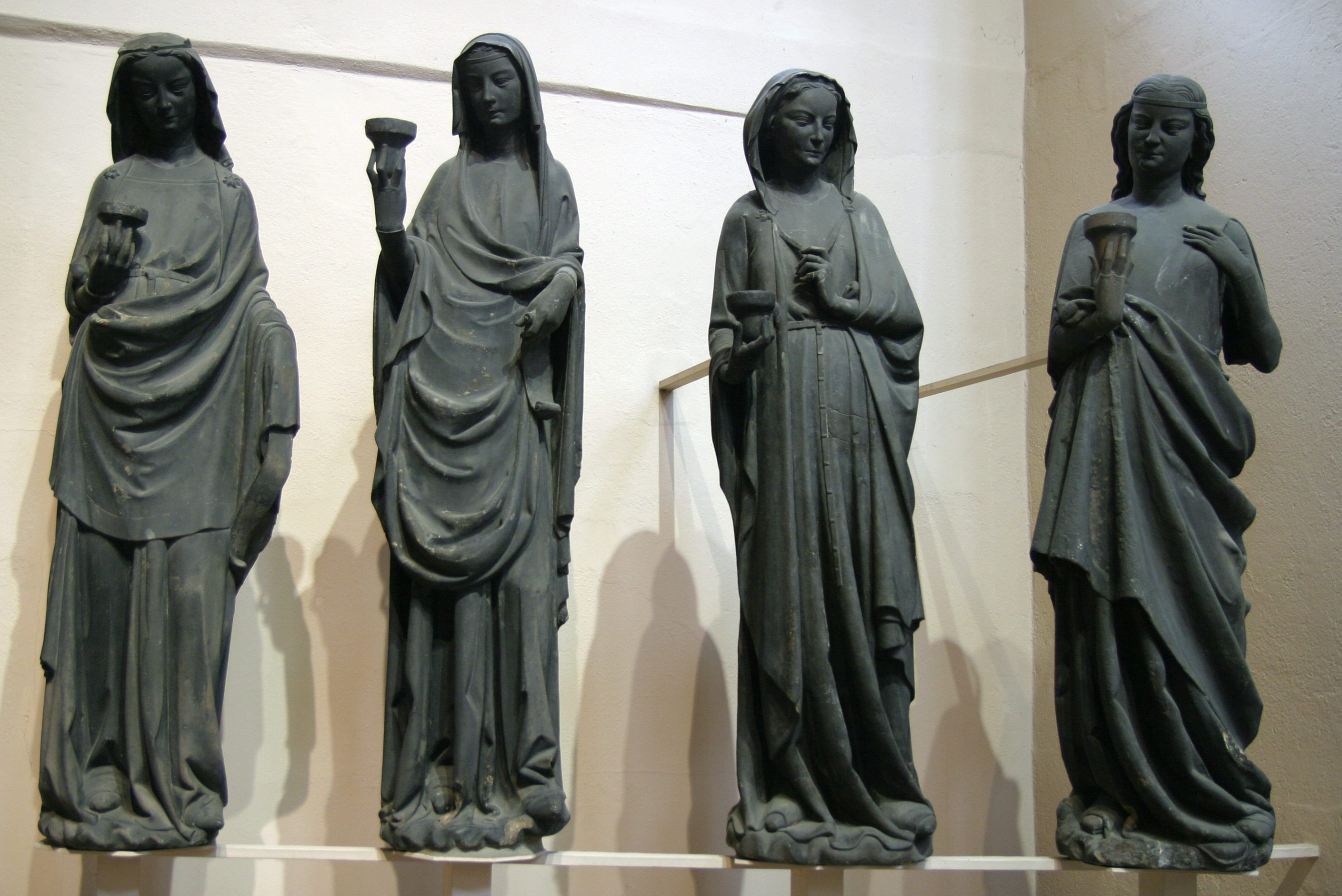
« Vierges sages » proveniente da un portale della facciata della Cattedrale di Strasburgo
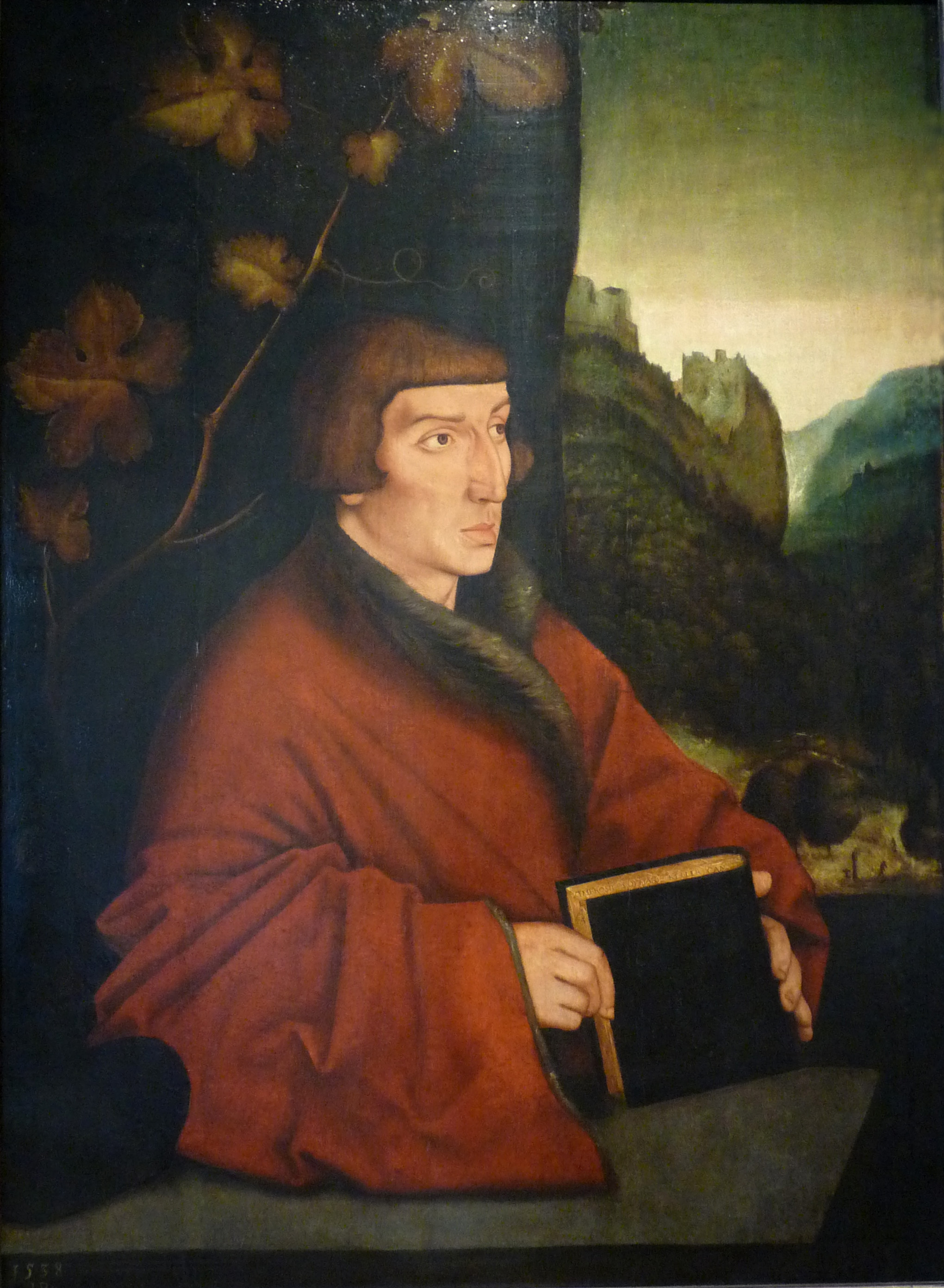
Portrait du chanoine Ambrosius Volmar Keller di Hans Baldung

## Giardino medievale

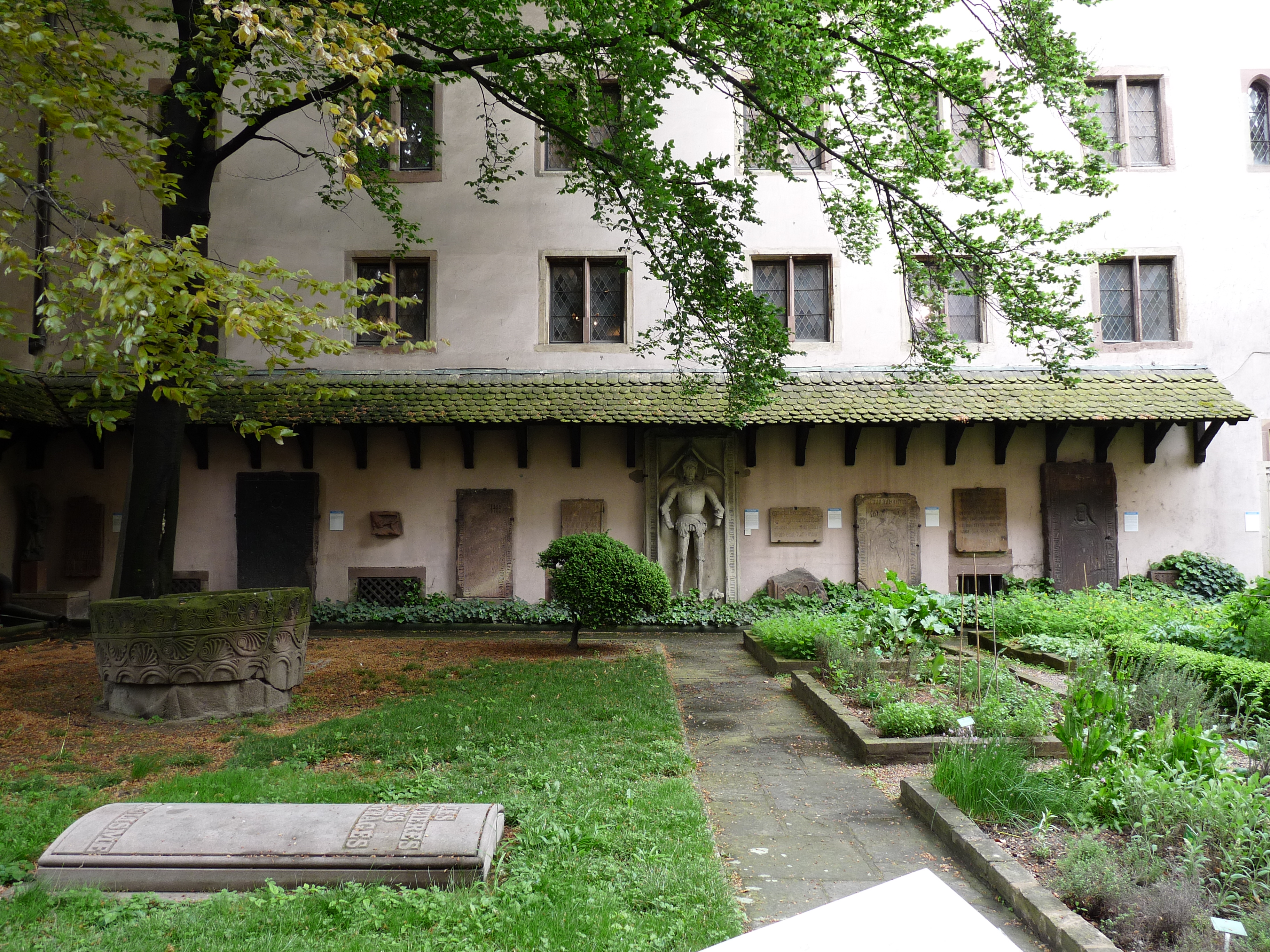
Il giardino medievale

Creato nel 1937 da Hans Haug, questo piccolo giardino si ispira alla tradizione dei pittori e degli incisori del XV secolo, anche basandosi su suggerimenti avanzati dal teologo Alberto Magno - che insegnò filosofia a Strasburgo - nel suo trattato sulle piante De vegetalibus libri septem, historiae naturalis pars XVIII. Tutte già presenti nel tardo Medioevo, le piante occupano nove aiuole raggruppate su tre lati: piante ornamentali, officinali e aromatiche o da cucina.
Una raccolta di lastre tombali si trova sul lato sud. Nel centro, quella di Luigi V del Lichtenberg (1471), è anche la più notevole. Una fonte battesimale romana, scolpita, si trova accanto ad un'opera contemporanea, Les Cimetières des naufragés, una lastra installata nel 1988 dal paesaggista scozzese Ian Hamilton Finlay.
Fiori, piante, un pergolato d'uva e un piccolo ruscello contribuiscono a rendere questo luogo un " giardino delle delizie" voluto dal suo creatore.